# VOR

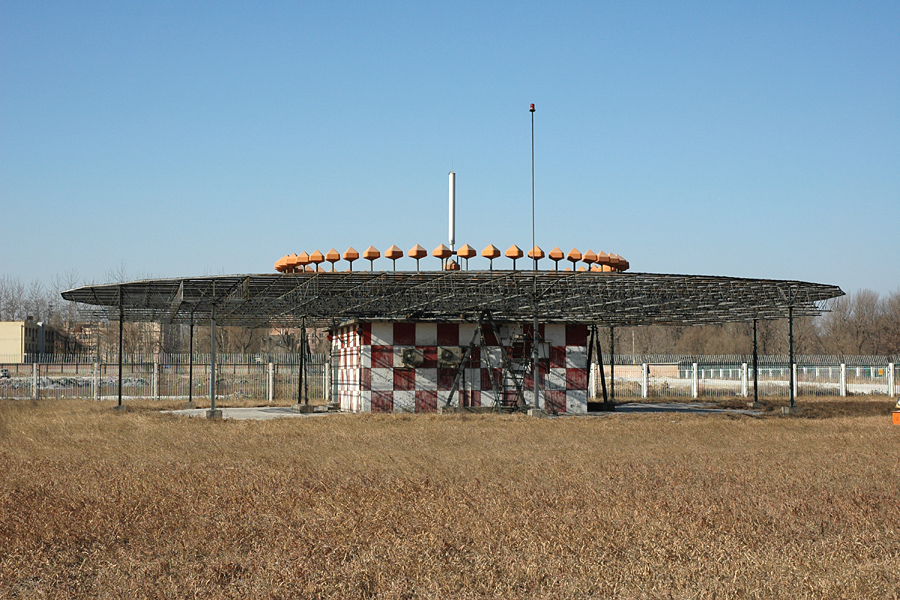
Наземна станція DVOR (Допплерівська VOR), суміщена з DME-передавачем

VOR (англ. VHF omnidirectional radio range) — система всебічно спрямованих передавачів ультракороткохвильового радіодіапазону для навігації повітряних суден. Дозволяє літакам із відповідним приймачем визначати розташування та витримувати курс польоту завдяки отриманим радіосигналам, що передаються через мережу наземних радіомаяків.
Система використовує частоти ультракороткого діапазону (VHF) від 108 до 117,95 МГц.
Була винайдена в США у 1937 році, а вперше встановлена у 1946 році. VOR є світовим стандартом аеронавігації, яким користується як цивільна, так і військова авіація. На 2000 рік у світі налічувалось 3000 VOR-станцій, з них — 1033 в США, однак завдяки широкому запровадженню GPS дані станції поступово виводять з експлуатації (наприклад, в США зменшено до 967 на 2013 р.).
Наземна VOR-станція відправляє навколоспрямований первинний сигнал і вузькоспрямований вторинний сигнал через фазовану антенну решітку з обертом довкола осі 30 разів/сек. Вторинний сигнал зміщений по фазі відносно первинного сигналу так, щоб різниця по фазі була ідентична кутовому напряму з «обертовим» сигналом (тобто відправлений вторинний сигнал на 90° за годинниковою стрілкою відносно півночі відрізнявся по фазі на 90° від первинного сигналу). Шляхом зіставлення фаз обох сигналів визначається кут (азимут) від станції до ПС. Ця дирекційна лінія називається радіалом від/до VOR. Перехрещення радіалів від двох різних VOR-станцій дозволяє визначати розташування літака, як це здійснювалось в ранніх RDF-системах (радіокомпас).
VOR-система є недалекосяжна: передача сигналів можлива до 200 морських миль (370 км). Кожна станція передає ультракороткохвильові депеші, що включають навігаційний сигнал, позивний станції та в деяких — навіть голосові дані. Навігаційний сигнал допомагає визначити азимут від станції до літака (напрям від VOR відносно магнітної Півночі). Позивний станції ― це зазвичай трьохлітерний код морзянкою. Голосовими даними є назва станції, записані поради для умов польоту або інструктажі в прямому ефірі. В деяких місцях транслюється запис служби попереджень небезпечних явищ HIWAS.

## Історія

VOR
VOR/DME
VORTAC

Розроблена на основі попередніх Visual Aural Radio Range систем, система VOR була спроектована для забезпечення 360 напрямків до і від станції, на вибір екіпажу. Ранні лампові передавачі на механізованих антенах набули широкого розповсюдження в 1950-х рр., замінивши фіксовані системи на початку 1960-х. VOR-системи стали пріоритетними для навігації у 1960-х, витіснивши застарілі радіомаяки та низькочастотні системи (LHF). Деякі з цих станцій були конвертовані у неспрямовані низько- та середньочастотні радіомаяки (NDB).
Станом на 2005 р., з поступом технологій, аеропорти замінюють схеми заходів на посадку, засновані на роботі VOR- та NDB-систем, сучасними аналогами RNAV на базі GPS; однак заміну авіоніки для такої технології можуть собі дозволити лише авіакомпанії, на відміну від малої авіації.

## Особливості

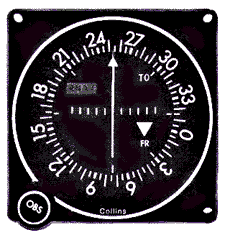
Бортовий VOR-індикатор з вказівником відхилення від курсу CDI

Станція VOR забезпечує суттєво точніші та надійніші передачі, ніж NDB, завдяки низці чинників. Найбільш вагомим є те, що VOR надає азимут від станції до літака, що не змінюється через вітер чи знаходження літака. Також на відміну від NDB, більшість автопілотів мають можливість витримувати задану лінію шляху автоматично приймаючи сигнали від VOR. Ультракороткохвильове радіо є менш вразливе перед дифракцією хвиль в рельєфній місцевості та на узбережжі. Сигнал з фазовою модуляцією є більш завадостійким під час грози.

VOR'ам присвоєний діапазон УКХ 108,0-117,95 МГц (з кроком 50 кГц). Перші 4 МГц спільно використовується з діапазоном системи ILS. Для вирішення колізії в проміжку діапазону 108,0- 111,95 МГц, перша ― 100 кГц ― цифра після коми завжди парна (тобто 108,00, 108,05, 108,20, 108,25 і далі ― це частоти VOR, а 108,10, 108,15, 108,30, 108,35 (тобто з непарною десятковою цифрою) зарезервовані для ILS в США.

## Повітряні траси

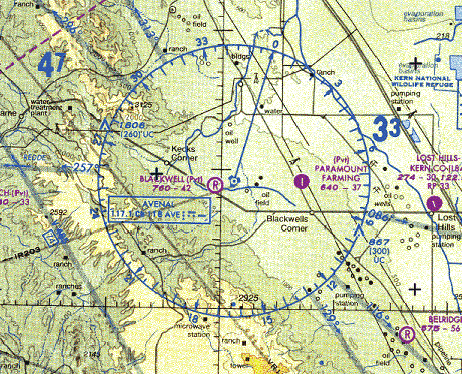
Секторальна навігаційна карта з VORTAC-станцією в Avenal. Зверніть увагу на сині азимутальні стрілки авіатрас, що створені по радіалах передавача.

VOR та давніші станції NDB традиційно використовувались як перехресні точки уздовж повітряних трас. Усталений маршрут передбачає переліт від станції до станції прямими відрізками. Політ авіалайнера незалежному спостерігачу може нагадувати «слалом5». Ці розвороти пов'язані з необхідністю слідувати шляховим точкам, які прив'язані до одного чи кількох VOR.
Точки навігаційного відліку можуть бути встановлені як перехрещення двох радіалів від різних VOR-станцій, або за радіалом VOR та відстані за DME. Це спрощена форма RNAV і передбачає навігацію до точок, віддалених відносно VOR. З розвитком систем RNAV, зокрема на основі GPS, дедалі більше повітряних трас спроектовані без прив'язки до вже розміщених наземних VOR'ів.
Більшість літаків з авіонікою для польотів за приладами (IFR) мають встановлені два VOR-приймачі. Дублюючий для головного приймача, і вторинний — дозволяє екіпажу безпроблемно слідувати двом радіалам VOR на предмет точки їх перетину для визначення місцезнаходження, або альтернативне використання на розсуд пілотів.

## Перспективи
Станом на  2008, супутникові навігаційні системи GNSS дедалі більше витісняють VOR та інше наземне устаткування.

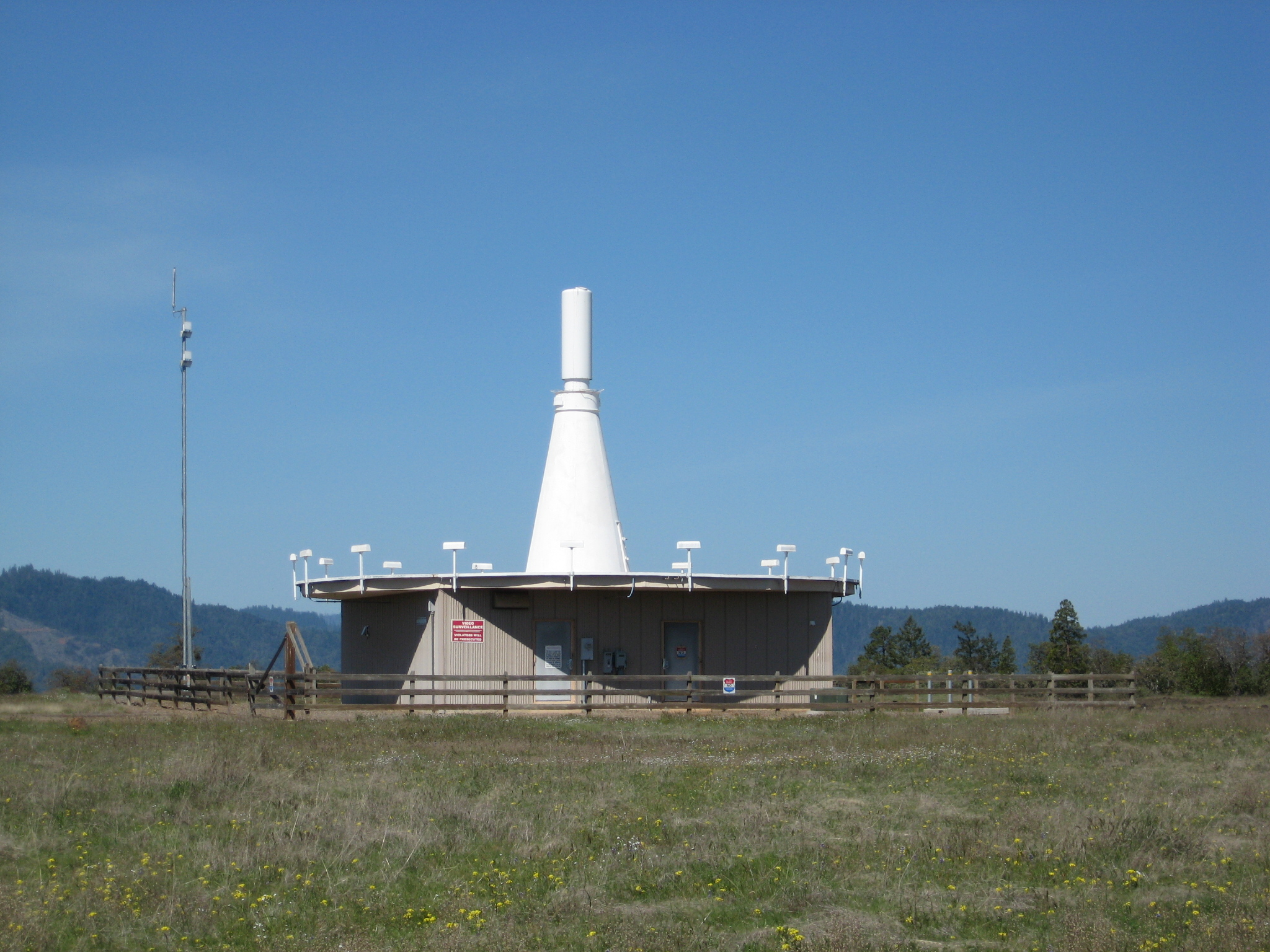
Військовий VORTAC (Upper Table Rock, Jackson County, Oregon, США)

Витрати на передачу даних у системах GNSS суттєво менші в розрахунку на клієнта, крім того надають дані про відстань та висоту. Майбутні супутникові системи, зокрема проект ЄС Galileo та системи розширення точності GPS типу WAAS впевнено зрівнюються та навіть переважають точність VOR. Однак низькі витрати на приймачі VOR, широка мережа встановлених по світу передавачів, а також спорідненість з системами точної посадки ILS, схоже, продовжить домінування VOR, поки супутникові пристрої не стануть доступнішими. Станом на 2008 р. в США захóди на посадку по GPS перевершили VOR-заходи, однак кількість обладнаних інструментальними GPS-системами суттєво програє бортам із встановленими лише VOR-авіонікою.